# Steve Augeri
Steve Augeri (New York, 30 gennaio 1959) è un cantante statunitense noto per la sua militanza nelle band Journey, Tall Stories, Tyketto.

## Biografia
Nato e cresciuto a New York, ha insegnato al French Woods Festival per il Performing Arts Summer Camp.   Ha anche cantato con Michael Ward dei The Innocent Criminals.
Augeri lavorava come responsabile della manutenzione al GAP quando ricevette una telefonata da Jonathan Cain e Neal Schon dei Journey che gli offrivano un'audizione. Augeri è entrato a far parte dei Journey come cantante. Augeri ha registrato due album con Journey: Arrival (2001),  Generations (2005). Il DVD live del concerto dei Journey a Las Vegas registrato nel dicembre 2000, intitolato Journey 2001, ha ottenuto lo status di disco di platino. Augeri lasciò la band nel 2006 a causa di problemi vocali, facendo spazio al ritorno di Steve Perry.

## Discografia

### Solista
- 2022 - Seven Ways 'Til Sunday

### Journey
- 1996 - Trial by Fire
- 2001 - Arrival

### Tyketto
- 1995 – Shine